# Жаголич
Жаголич (на словенски: Žagolič) е село в Словения, регион Горишка, община Айдовшчина. Според Националната статистическа служба на Република Словения през 2015 г. селото има 130 жители.